# Lithocarpus glaber
Lithocarpus glaber (Thunb.) Nakai – gatunek roślin z rodziny bukowatych (Fagaceae Dumort.). Występuje naturalnie w Japonii, Chinach (w prowincjach Anhui, Fujian, Guangdong, Kuejczou, Henan, Hubei, Hunan, Jiangsu, Jiangxi i Zhejiang, a także w regionie autonomicznym Kuangsi) oraz na Tajwanie. 

## Morfologia
PokrójZimozielone drzewo dorastające do 15 m wysokości.
LiścieBlaszka liściowa jest mniej lub bardziej skórzasta i ma kształt od podługowatego do odwrotnie jajowatego lub eliptycznie odwrotnie jajowatego. Mierzy 6–12 cm długości oraz 2,5–5,5 cm szerokości, jest całobrzega, ma klinową nasadę i ostry lub spiczasty wierzchołek. Ogonek liściowy jest owłosiony i ma 10–20 mm długości.
OwoceOrzechy o elipsoidalnym kształcie, dorastają do 12–25 mm długości i 8–15 mm średnicy. Osadzone są pojedynczo w miseczkach o spłaszczonym kształcie lub w formie kubka, które mierzą 5–10 mm długości i 10–15 mm średnicy. Orzechy otulone są w miseczkach do 20–40% ich długości.

## Biologia i ekologia
Rośnie w lasach mieszanych. Występuje na wysokości do 1500 m n.p.m. Kwitnie i owocuje od lipca do listopada. 